# Nippon Budokan

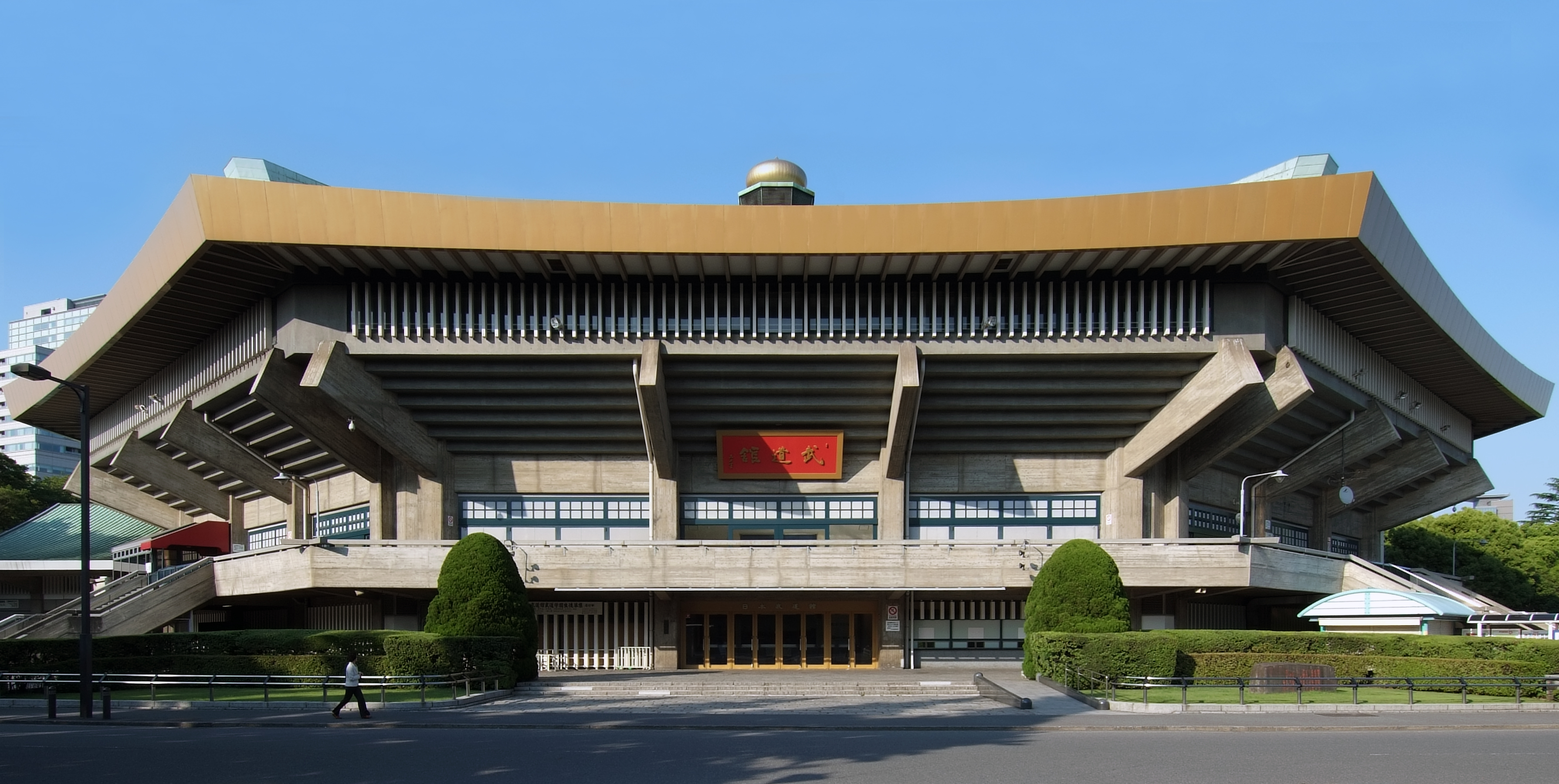
Nippon Budokan, Tokio

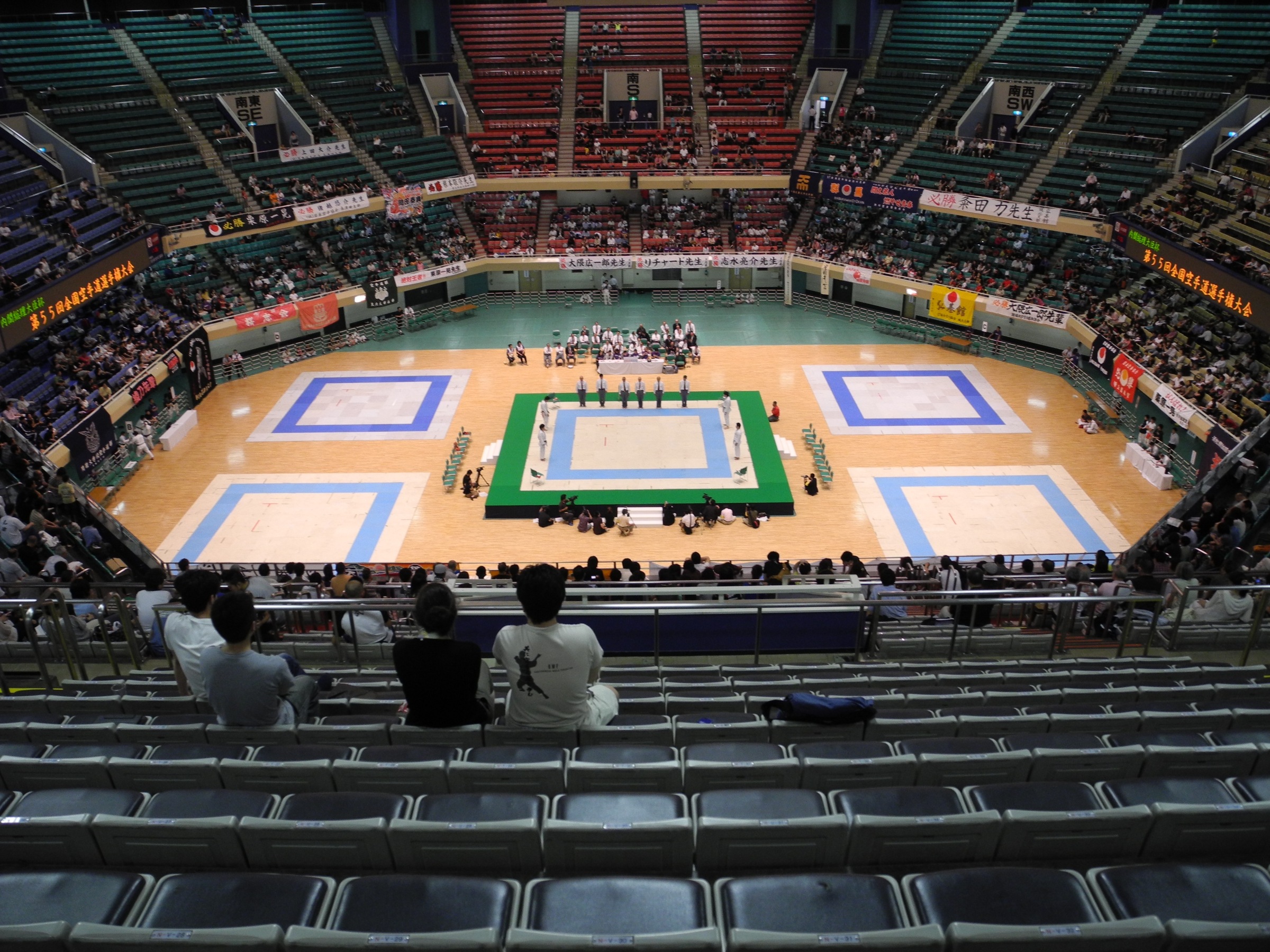
Karate

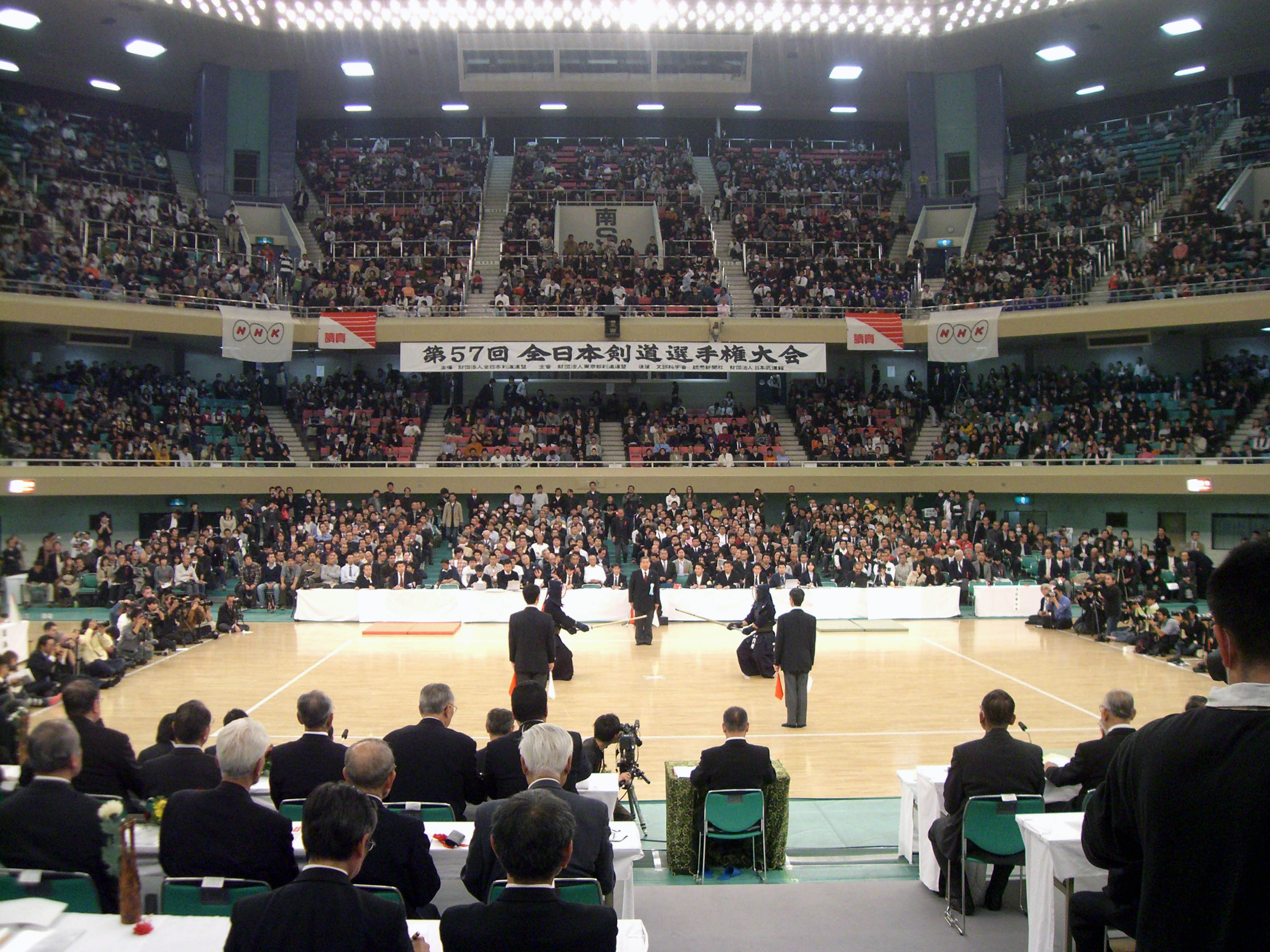
Kendō

Nippon Budokan (日本武道館, Nippon Budōkan), vaak afgekort tot Budokan (hal voor vechtsport), is een arena in het centrum van Japanse stad Tokio.
Voor de meeste westerlingen is het gebouw beter bekend als rocktempel. The Beatles hielden hier in 1966 hun eerste concert op Japanse bodem en diverse artiesten namen er vanwege de ambiance een "Live at Budokan"-album op. Van 1970 tot 1989 was er elk jaar het World Popular Song Festival.
Het gebouw is echter gebouwd voor de judowedstrijden van de Olympische Spelen van 1964. Anton Geesink won er destijds goud in de open klasse (alle categorieën).
Heden ten dage is het nog steeds naast een concert- een sporthal. Het complex bestaat in feite uit drie hallen, waarvan de grootste (voor 14000 toeschouwers) is gemodelleerd naar de Hōryū-ji-tempel in Nara. De nationale kampioenschappen in de diverse vechtsporten (judo, kendo, karate, aikido, shorinji kempo, kyudo en naginata) worden er jaarlijks gehouden. Ook zijn er worstelwedstrijden. Op 15 augustus vinden er de jaarlijkse nationale herdenkingsceremonieën ter gelegenheid van het einde van de Tweede Wereldoorlog in 1945 plaats.
Gedurende de Olympische Spelen van 2020 worden zowel het judo- als het karatetoernooi in de Budokan georganiseerd.
Het gebouw staat naast het Kitanomaru Park, vlak bij het Kudanshita Metrostation en het omstreden Yasukuni-schrijn.

## Artiesten die er een livealbum opnamen
- Alice Nine - Tokyo Galaxy Alice Nine Live Tour 10 "Flash Light from the Past" Final at Nippon Budokan
- Asian Kung-Fu Generation - Live at NIPPON BUDOKAN
- Avril Lavigne - Live at Budokan
- Babymetal - LIVE AT BUDOKAN - RED NIGHT
- Babymetal - LIVE AT BUDOKAN - BLACK NIGHT
- Bay City Rollers - Rollermania: At Budokan
- Bob Dylan - Bob Dylan at Budokan
- Blur - Live at the Budokan
- Butch Walker - Live at Budokan
- Carpenters - Carpenters Live At Budokan (1974)
- Cheap Trick - At Budokan ([1])
- Chic
- Chihiro Onitsuka - Ultimate crash '02 Live at Budokan
- Deep Purple - Made In Japan (1972)
- Deep Purple - Live In Japan (1972)
- Deep Purple - Last concert in Japan (1975)
- Deep Purple - This Time Around (15-12-1975)
- Dir en grey - Despair In The Womb
- Dir en grey - UROBOROS ~With the proof in the name of living~
- Do As Infinity - Do As Infinity -Final-
- Dream Theater - Live at Budokan
- Eric Clapton - ‘’Just One Night’’ Live at Budokan 1979
- Helloween - Live At Budokan
- Il Divo - Live In Japan 2014 (A Musical Affair Tour)
- Il Divo - Live In Japan 2016 (Amor & Pasion Tour)
- Il Divo - Live In Japan 2018 (Timeless Tour)
- Janne Da Arc - FATE or FORTUNE Live at BUDOKAN
- John Hiatt - Hiatt comes alive at Budokan ([2])
- John Myung - Live at Budokan
- Jordan Rudess - Live at Budokan
- Judas Priest - Rising in the East (DVD)
- Ian Gillan - Live at the Budokan
- Love Psychedelico
- Michael Schenker Group - One night at Budokan
- miyavi - Indies last live In Nihon Budokan
- Modern Jazz Quartet - Reunion at Budokan
- Mr. Big - Live at Budokan
- Mucc - World Tour Final Nippon Budokan 666
- Ozzy Osbourne - Live at Budokan
- Pearl Jam - 3-3-03 - Tokyo, Japan
- Sheryl Crow
- Shina Ringo - Electric Mole
- Smashing Pumpkins - 6-30-00
- S.O.D. - Live at the Budokan ([2])
- Utada Hikaru - Utada Hikaru in Budokan 2004 Hikaru no 5
- Yngwie Malmsteen
- Zakk Wylde - Live at Budokan
- ZONE - ZONE Final in Nippon Budokan

## Voetnoten
1. ↑  Er is bewezen dat er concertgeluiden van elders doorheen gemixt zijn.
2. 1 2  Deze lp is in feite elders opgenomen.